# Мазинги
Мазинги (нем. Masing) — дворянский род.

## Происхождение и история рода
Определением Правительствующего Сената, состоявшимся 13 апреля 1882 года, полковник Михаил Карлов Мазинг, с женою Элеонорою-Екатериною и детьми: Карлом-Вильгельмом-Альбертом-Николаем, Бертольдом-Михаилом, Идою-Софией и Дагмарою-Александрою-Оттилией, признан в потомственном дворянском достоинстве, со внесением во вторую часть дворянской родословной книги, на основании прав на дворянство с производством его в 1874 году в чин полковника (Герб. XIV часть).

## Известные представители
- Иоганн Рейнгольд Мазинг (1768—1824) — управляющий имением и кистер[2]
  - Детлев Густав Мазинг (1793—1816)
  - Карл Иванович Мазинг[эст.] (1811—1878) — пастор, жена Ида фон Унгерн-Штернберг, дочь Карла Христиановича Унгерна-Штернберга[эст.]
    - Мазинг, Михаил Карлович (1836—1911) — российский генерал, участник Туркестанских походов.
    - Альберт Карлович Мазинг (нем. Albert Ludwig Immanuel, 1839—1914) — пастор церкви Св. Марии на Петроградской стороне, первый пастор, кому было дозволено читать проповеди на русском языке, член Генеральной евангелическо-лютеранской консистории
    - Эрнст Карлович (нем. Woldemar Ernst, 1843—1915) — врач, доктор медицины, статский советник
      - Эрнест Эрнестович Мазинг[эст.] (1879—1956) — врач, доктор медицины
      - Альберт Эрнестович Мазинг(1880—1919)
        - Вальтер Мазинг[нем.] (1915—2004) — немецкий физик

    - Леонард Карлович Мазинг[эст.] (нем. Gotthilf Leonhard, 1845—1936) — доктор филологии, профессор-славист Дерптского, Юрьевского, а затем и Тартутского университета, действительный статский советник
    - Рихард Карлович Мазинг (нем. Richard Erwin, 1847—1921) — инженер путей сообщения, действительный статский советник, начальник дноуглобительных работ на реке Волге
    - Бертольд Конрад Детлоф Мазинг[нем.] (1849—1911) — немецкий конструктор

  - Фердинанд Магнус Мазинг[эст.] (1815—1887) — эстонский священник.
    - Фердинанд Фердинандович Мазинг(1849—1918)
    - Georg Arthur Masing (1852—1886)
    - Theodor Masing (1855—1889)

  - Логин Иванович Мазинг(1818—1877)
    - Андрей Логинович Мазинг (1853 -), жена Розалия Егоровна Задлер, дочь Егора Карловича Задлера предпринимателя, построившего Тамбово-Козловскую железную дорогу
      - Георгий Андреевич Мазинг[нем.] (1885—1956) - немецкий металлург
      - Андрей Андреевич Мазинг (1888—1930)

    - Людвиг Мазинг[эст.] (1857—1906) - эстонский священник
      - Бенедикт Мазинг[эст.] (1884—1947) - эстонский священник

    - Christoph Friedrich Adolf Masing (1859—1928)

## Описание герба
В черном щите золотой длинный греческий крест. Щит увенчан дворянским коронованным шлемом. Нашлемник: черное орлиное крыло, на нем золотое пламя. Намет: черный с золотом. Девиз: «RECTE FACIENDO NEMINEM TIMEAS» золотыми буквами на черной ленте.
Описание герба из Общего Гербовника приводится по результатам переработки материалов И. В. Борисова.